# Pellionia inconstans
Pellionia inconstans är en nässelväxtart som först beskrevs av Perry, och fick sitt nu gällande namn av R.J. Johns. Pellionia inconstans ingår i släktet Pellionia och familjen nässelväxter. Inga underarter finns listade i Catalogue of Life.